# Lamprogrammus exutus
Lamprogrammus exutus är en fiskart som beskrevs av Orvar Nybelin och Poll, 1958. Lamprogrammus exutus ingår i släktet Lamprogrammus och familjen Ophidiidae. Inga underarter finns listade i Catalogue of Life.